# Heteropaussus
Heteropaussus  (лат.) — род жуков-пауссин из семейства жужелиц. Более 20 видов.

## Распространение
Африка.

## Описание
Усики широкие, лопастевидные. Мирмекофилы муравьёв рода Myrmicaria.

## Классификация
Более 20 видов. Относится к трибе Paussini и подтрибе Heteropaussina. Выделяют несколько подродов: Heteropaussus (Heteropaussus), Heteropaussus (Janssenius), Heteropaussus (Pleuropterinus).

### Синонимы
- Pleuropterus Westwood, 1841
- Pleuropterinus Wasmann, 1918
- Janssenius Luna de Carvalho, 1951

### Список видов
- Heteropaussus alternans (Westwood, 1850)
- H. angolensis Luna de Carvalho, 1959
- H. basilewskyi (Luna de Carvalho, 1951)
- H. brevicornis (Wasmann, 1904)
- H. bruecklei Nagel, 1982
- H. cardonii (Gestro, 1901)
- H. corintae Luna de Carvalho, 1958
- H. curvidens (Reichensperger, 1938)
- H. dohrni (Ritsema, 1875)
- H. ferranti (Reichensperger, 1925)
- H. flavolineatus (Kraatz, 1899)
- H. hastatus (Westwood, 1850)
- H. jeanneli (Reichensperger, 1938)
- H. kivuensis Luna de Carvalho, 1965
- H. laticornis (H.Kolbe, 1896)
- H. lujae (Wasmann, 1907)
- H. oberthueri (Wasmann, 1904)
- H. parallelicornis (Wasmann, 1922)
- H. passoscarvalhoi Luna de Carvalho, 1971
- H. quadricollis (Wasmann, 1910)
- H. rossi Luna de Carvalho, 1968
- H. simplex (Reichensperger, 1922)
- H. taprobanensis (Gestro, 1901)
- H. trapezicollis (Wasmann, 1922)
- H. westermanni (Westwood, 1838)
- H. allardi (Raffray, 1886)